# 建設街道
建設街道（けんせつがいどう）は、広州市越秀区の街道。現行行政地名は建設街道麓湖路社区、建設街道旧北園社区などの社区9個がある。面積は0.91km2。

## 地理
広州市越秀区の中部に位置している。

## 行政区画
9社区を管轄する。
| 番号 | 社区名     | 番号 | 社区名     |
| ---- | ---------- | ---- | ---------- |
| 01   | 麓湖路社区 | 06   | 大馬路社区 |
| 02   | 旧北園社区 | 07   | 二馬路社区 |
| 03   | 黄華北社区 | 08   | 中馬路社区 |
| 04   | 黄華塘社区 | 09   | 六馬路社区 |
| 05   | 黄華南社区 |      |            |

## 施設

### 交通
・地下鉄の駅：